# 第112回日劇學院賞
←第111回 - 第112回 - 第113回→
第112回日劇學院賞，針對2022年4月到6月在日本播出春季檔連續劇所做出的投票與評比。本季獲最優秀作品賞為TBS電視台的《MY FAMILY》，此劇共獲五項獎項為本季最多。

## 得獎名單

### 最佳作品
1. MY FAMILY[1]
2. 難破MG5
3. 金田一少年之事件簿
4. 正直不動產
5. 麻煩一族
6. 邁向未來的10 Count

- 讀者票：1. 金田一少年之事件簿 ；2. 難破MG5 ；3. MY FAMILY ；4. 正直不動產 ；5. 接待員JOE

- 記者票：1. MY FAMILY ；2. 正直不動產 ；3. 麻煩一族 ；4. 明天，我會成為誰的女友 ；4. 難破MG5

- 評審票：1. MY FAMILY ；2. 難破MG5 ；3. 邁向未來的10 Count ；4. 17歲的帝國 ；5. 惡女～誰說工作不帥氣？

### 最佳男主角
1. 二宮和也（MY FAMILY）[2]
2. 間宮祥太朗（難破MG5）
3. 道枝駿佑（金田一少年之事件簿）
4. 山下智久（正直不動產）
5. 木村拓哉（邁向未來的10 Count）

- 讀者票：1. 道枝駿佑（金田一少年之事件簿）；2. 間宮祥太朗（難破MG5）；3. 二宮和也（MY FAMILY）；4. 山下智久（正直不動產）；5. 神宮寺勇太（接待員JOE）

- 記者票：1. 二宮和也（MY FAMILY）；2. 間宮祥太朗（難破MG5）；3. 山下智久（正直不動產）；4. 山田涼介（我的可愛已經快到有效期限!?）；5. 高橋一生（INVISIBLE）

- 評審票：1. 二宮和也（MY FAMILY）；1. 間宮祥太朗（難破MG5）；3. 木村拓哉（邁向未來的10 Count）；4. 神尾楓珠（17歲的帝國）；5. 山下智久（正直不動產）

### 最佳女主角
1. 今田美櫻（惡女～誰說工作不帥氣？）[3]
2. 土屋太鳳（麻煩一族）
3. 綾瀨遙（前男友的遺書）
4. 上野樹里（持續可能的戀愛？～父親與女兒的結婚進行曲～）
5. 廣瀨愛麗絲（戀愛何必認真？）

- 讀者票：1. 上野樹里（持續可能的戀愛？～父親與女兒的結婚進行曲～）；2. 今田美櫻（惡女～誰說工作不帥氣？）；3. 綾瀨遙（前男友的遺書）；4. 廣瀨愛麗絲（戀愛何必認真？）；5. 土屋太鳳（麻煩一族）

- 記者票：1. 土屋太鳳（麻煩一族）；2. 今田美櫻（惡女～誰說工作不帥氣？）；3. 綾瀨遙（前男友的遺書）；4. 廣瀨愛麗絲（戀愛何必認真？）；4. 吉川愛（明天，我會成為誰的女友）

- 評審票：1. 今田美櫻（惡女～誰說工作不帥氣？）；2. 綾瀨遙（前男友的遺書）；3. 土屋太鳳（麻煩一族）；4. 小芝風花（妖怪合租屋—回歸奇譚怪—）；4. 上野樹里（持續可能的戀愛？～父親與女兒的結婚進行曲～）

### 最佳男配角
1. 濱田岳（MY FAMILY）[4]
2. 松下洸平（麻煩一族）
3. 森本慎太郎（難破MG5）
4. 松村北斗（戀愛何必認真？）
5. 村上虹郎（邁向未來的10 Count）

- 讀者票：1. 森本慎太郎（難破MG5）；2. 松村北斗（戀愛何必認真？）；3. 澤村一樹（金田一少年之事件簿）；4. 濱田岳（MY FAMILY）；5. 岩崎大昇（金田一少年之事件簿）

- 記者票：1. 濱田岳（MY FAMILY）；2. 松下洸平（麻煩一族）；3. 松村北斗（戀愛何必認真？）；4. 松重豐（持續可能的戀愛？～父親與女兒的結婚進行曲～）；5. 大泉洋（前男友的遺書）

- 評審票：1. 濱田岳（MY FAMILY）；2. 村上虹郎（邁向未來的10 Count）；3. 市原隼人（正直不動產）；3. 玉木宏（MY FAMILY）；3. 松下洸平（麻煩一族）

### 最佳女配角
1. 松本若菜（麻煩一族）[5]
2. 多部未華子（MY FAMILY）
3. 滿島光（邁向未來的10 Count）
4. 江口德子（惡女～誰說工作不帥氣？）
5. 上白石萌歌（金田一少年之事件簿）

- 讀者票：1. 上白石萌歌（金田一少年之事件簿）；2. 多部未華子（MY FAMILY）；3. 福原遙（正直不動產）；4. 江口德子（惡女～誰說工作不帥氣？）；5. 森川葵（難破MG5）

- 記者票：1. 松本若菜（麻煩一族）；2. 多部未華子（MY FAMILY）；3. 柴咲幸（INVISIBLE）；4. 福原遙（正直不動產）；4. 芳根京子（我的可愛已經快到有效期限!?）

- 評審票：1. 滿島光（邁向未來的10 Count）；2. 松本若菜（麻煩一族）；3. 江口德子（惡女～誰說工作不帥氣？）；3. 多部未華子（MY FAMILY）；5. 加藤柚凪（Kanakana）

### 最佳電視劇歌曲
1. 《The Answer》浪花男子（金田一少年之事件簿） [6]
2. 《如果稱之為愛》Uru（MY FAMILY）
3. 《眩光》WANIMA（難破MG5）
4. 《我》SixTONES（戀愛何必認真？）
5. 《COMEBACK -心心念念的碎片-》B'z（邁向未來的10 Count）

- 讀者票：1.《The Answer》浪花男子（金田一少年之事件簿）；2.《我》SixTONES（戀愛何必認真？）；3.《如果稱之為愛》Uru（MY FAMILY）；4.《如舞人生。》King & Prince（接待員JOE）；5.《眩光》WANIMA（難破MG5）

- 記者票：1.《如果稱之為愛》Uru（MY FAMILY）；2.《眩光》WANIMA（難破MG5）；3.《初戀正哭泣著》Aimyon（戀愛何必認真？）；4.《我要戀愛了》Hey! Say! JUMP（我的可愛已經快到有效期限!?）；5.《Walkin' In My Lane》milet（麻煩一族）

- 評審票：1.《COMEBACK -心心念念的碎片-》B'z（邁向未來的10 Count）；2.《眩光》WANIMA（難破MG5）；3.《so far so good》小田和正（正直不動產）；3.《The Answer》浪花男子（金田一少年之事件簿）；3.《intersolid》三浦透子（好像有點奇怪）

### 最佳劇本
1. 黑岩勉（MY FAMILY）[7]
2. 金澤達也（難破MG5）
3. 吉田玲子（17歲的帝國）

### 最佳導演
1. 平野俊一、田中健太、宮崎陽平、富田和成（MY FAMILY）[8]
2. 本廣克行（難破MG5）
3. 西村武五郎、桑野智宏（17歲的帝國）

### 特別獎
- 可愛柴犬「難破松」/ 津田健次郎（配音）＆豆三郎（柴犬的名字）（難破MG5）[9]

## 外部連結
- 第112回日劇學院賞 （页面存档备份，存于）